# Richard Sieburg
Richard Sieburg (* 24. September 1965) ist ein ehemaliger deutscher Fußballspieler.

## Karriere
Sieburg wechselte aus der Jugendabteilung des 1. FC Mönchengladbach zum Stadtprimus Borussia Mönchengladbach. Bei der Borussia stand er im Amateurteam im Kader. In der Saison 1986/87 kam er zu einem Einsatz in der Bundesliga. In der Partie gegen den 1. FC Nürnberg, kam er beim 4:0-Heimerfolg über 90 Minuten zum Einsatz.